# تاکاموری، ناگانو
تاکاموری، ناگانو (به لاتین: Takamori, Nagano) یک منطقهٔ مسکونی در ژاپن است که در استان ناگانو واقع شده‌است. تاکاموری ۴۵٫۳۶ کیلومترمربع مساحت و ۱۲٬۸۶۴ نفر جمعیت دارد.